# NGC 4634
NGC 4634 é uma galáxia espiral barrada (SBc) localizada na direcção da constelação de Coma Berenices. Possui uma declinação de +14° 17' 46" e uma ascensão recta de 12 horas, 42 minutos e 40,8 segundos.
A galáxia NGC 4634 foi descoberta em 14 de Janeiro de 1787 por William Herschel.